# Симонов, Михаил Юрьевич
Михаи́л Ю́рьевич Си́монов (род. 4 марта 1959, Москва) — российский предприниматель, общественный деятель, специалист по рекламе и маркетингу, почётный вице-президент Ассоциации коммуникационных агентств России (АКАР), президент отраслевого фестиваля «Серебряный Меркурий». Бывший президент Российской ассоциации маркетинговых услуг (РАМУ).

## Биография
Родился 4 марта 1959 года в Москве. В 1976 году поступил в Московский институт управления. После его окончания устроился работать в Академию коммунального хозяйства в лабораторию транспортных систем городов и промышленных центров. Разрабатывал математические программы, моделирующие транспортные потоки в городе. Автор кандидатской работы на эту тему.
Начал заниматься бизнесом в советское время. По собственному утверждению, сначала его бизнес-активность была с точки зрения СССР противозаконной, затем реформы Горбачёва позволили ему заниматься бизнесом официально.
В 1987—1988 годы председатель координационного совета молодежного объединения «Импульс», город Королёв Московской области. Организация принимала заказы на научные разработки от Центра управления космическими полётами (ЦУП), НПО «Энергия» и других организаций и выполняла их силами молодёжи в рамках временных творческих коллективов.
С 1992 года занимается рекламным бизнесом. В 1993 году основал рекламное агентство «Постер паблисити». В 2000-м году приобрел лицензию бренда Ogilvy One (сетевое агентство, занимающееся по всему миру direct marketing). С 2000 года агентство «Постер паблисити» превратилось в неформальный холдинг Russia Direct.
В 1995—1996 годах занимался избирательными кампаниями Виктора Черномырдина, Юрия Лужкова и Бориса Ельцина. Входил в штаб Бориса Ельцина как профессиональный политтехнолог. Впервые предложил использовать «персональные письма» (direct mail) и другие виды персональных коммуникаций в избирательных кампаниях.
В 1994 году инициировал создание и с 1996 по 1998 год был президентом Российской ассоциации директ-маркетинга.
Со временем стал заниматься общественной деятельностью на российском рынке рекламы. В 2009 году предложил образовательную программу по маркетингу для российских вузов, в частности, систему инвестиций в студентов со стороны рекламных агентств. В ходе работы над ней получил должность вице-президента Российской ассоциации маркетинговых услуг (РАМУ). Также в 2009 году подготовил программу реформирования всей отрасли маркетинговых услуг (в частности, предложил классификатор деятельности рекламных агентств), после чего был избран президентом РАМУ, начал проводить отраслевые мероприятия, а затем возглавил и фестиваль «Серебряный Меркурий», проводящийся с 2000 года. В 2010 году становится председателем комитета маркетинговых услуг и вице-президентом Ассоциации коммуникационных агентств России (АКАР). Предлагает идею единой исполнительной дирекции АКАР-РАМУ, на базе которой впоследствии был сформирован центр управления российской рекламой.
В 2010 году вошёл в Российский еврейский конгресс (РЕК) в ранге вице-президента. С 2011 по 2013 год входил в бюро РЕК. С 2013 по 2017 год являлся членом совета директоров еврейской молодежной организации «Гилель».
Кроме «Серебряного Меркурия» также участвует в организации других фестивалей и конкурсов. Был председателем и членом жюри конкурса Direct Hit (Украина, 2004—2008 гг.), возглавлял премию за лучшие достижения в области маркетинга и рекламы Kotler Awards с участием Филипа Котлера (2013—2015 гг.), с 2017 года входит в Попечительский совет национальной премии в области развития общественных связей «Серебряный лучник», с 2019 года в состав жюри международной премии в области корпоративных коммуникаций InterComm.
Академик Российской академии рекламы (2018 г.), много внимания уделяет рекламному образованию. В 2020—2022 годах возглавлял государственную экзаменационную комиссию бакалавриата и магистратуры в Департаменте интегрированных коммуникаций НИУ ВШЭ, в 2022 году — государственную экзаменационную комиссию бакалавриата департамента массовых коммуникаций и медиабизнеса в Финансовом университете при Правительстве Российской Федерации.

## Фестиваль «Серебряный Меркурий»
Фестиваль «Серебряный Меркурий» — профессиональный форум индустрии маркетинга и рекламы. Существует с 2000 года. Представителями индустрии признаётся крупнейшим в России. В фестивале участвуют «авторы или авторские коллективы, рекламные агентства, профильные службы и департаменты коммерческих предприятий, осуществляющие деятельность в сфере рекламы и маркетинга, а также образовательные, государственные, общественные организации и некоммерческие фонды».
Михаил Симонов стал президентом фестиваля в 2009 году.
В 2019 году фестиваль проводился при поддержке РЭУ им. Плеханова, в котором существует первый в России факультет маркетинга.
В 2015 году ряд российских рекламных агентств объявил фестивалю бойкот, заявив, что «вес фестиваля завышен в профессиональных рейтингах, а получение призов стало очень лёгким». Однако, фестивалю удалось переломить это впечатление, и в 2019 году члены жюри фестиваля Silver Mercury и ведущие эксперты рекламной отрасли заявили, что «теперь награду куда сложнее получить».
В начале 2021 года фестиваль отделился от РАМУ.